# Jeeganahalli, Gubbi
Jeeganahalli là một làng thuộc tehsil Gubbi, huyện Tumkur, bang Karnataka, Ấn Độ.